# ایستگاه لوسیل
ایستگاه لوسیل  یک ایستگاه قطار  در پایانه شمالی خط قرمز مترو دوحه است که به شهر  لوسیل  خدمت رسانی می کند. این ایستگاه در امتداد جاده ساحلی الخور واقع شده است.

## تاریخ
این ایستگاه در ١٠دسامبر ٢٠١٩ به همراه سه ایستگاه دیگر خط قرمز ، بیش از شش ماه پس از افتتاح ١٣ ایستگاه اول خط، به روی عموم باز شد.

## امکانات ایستگاه
امکانات  ایستگاه لوسیل  شامل نمازخانه و سرویس های بهداشتی است.

## اتصالات
یک مترو لینک نیز در این ایستگاه  وجود دارد که مخصوص شبکه اتوبوس رایگان مترو دوحه است، که به‌این  ایستگاه خدمات رسانی می کند.